# Sumisujima

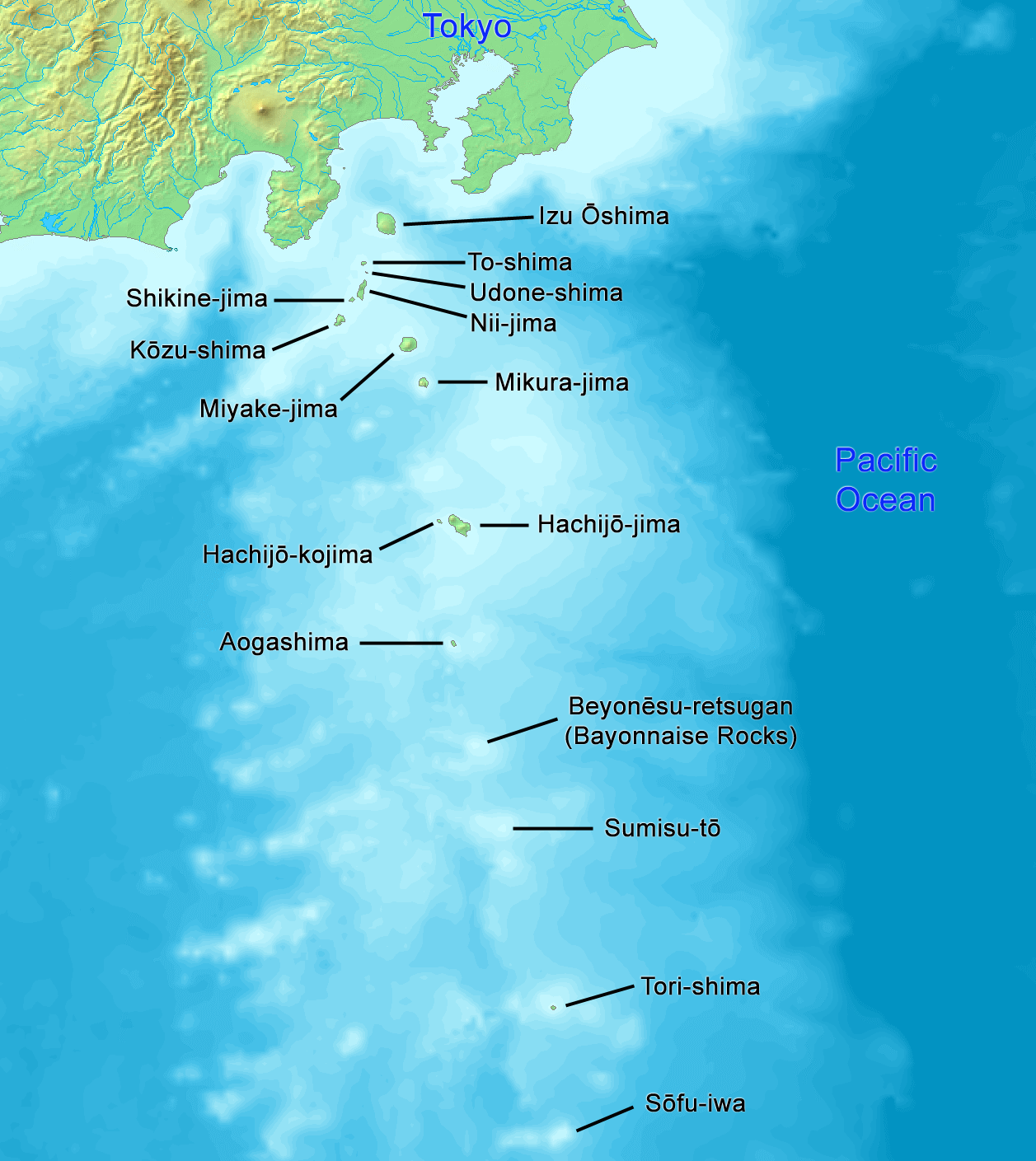
Ubicación de Sumisujima en las islas Izu.

La isla Smith, Sumisutō o Sumisujima (須美寿島?) forma parte de las islas Izu y administrativamente es parte de Tokio, Japón. Se encuentra en la zona meridional de las islas Izu, a 110 km al sur de Aogashima, entre las Rocas Bayonnaise y la isla de Torishima; y a 520 km al sur de la zona continental de Tokio. Tiene un área de 0,03 km² y no posee población permanente, su altura máxima es de 136 m.
El origen de esta isla es volcánico y se ha avistado una caldera volcánica a 10 km al norte de la isla. En 1991 y 1992 se han reportado cambios sustanciales en la forma de la isla.